# بيتر هيمبل
بيتر هيمبل (بالألمانية: Peter Hempel)‏ هو راكب الكنو ألماني، ولد في 30 أبريل 1959 في بيرناو باي برلين في ألمانيا.

## وصلات خارجية
- بيتر هيمبل على موقع اللجنة الأولمبية الدولية (الإنجليزية)
- بيتر هيمبل على موقع أوليمبيديا (الإنجليزية)